# Maison natale de Đura Jakšić
La maison natale de Đura Jakšić (en serbe cyrillique : Родна кућа Ђуре Јакшића ; en serbe latin : Rodna kuća Đure Jakšića) est située à Srpska Crnja, dans la province de Voïvodine, dans la municipalité de Nova Crnja et dans le district du Banat central, en Serbie. Elle est inscrite sur la liste des monuments culturels de grande importance de la république de Serbie (identifiant no SK 1123).

## Présentation

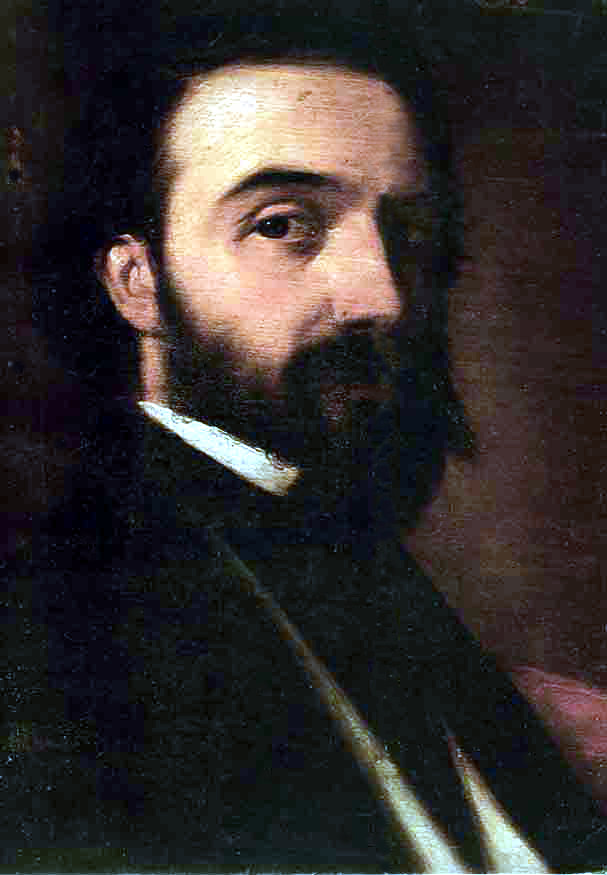
Autoportrait, 1858, détail

La maison, caractéristique du style pannonien, a été construite dans les années 1830 ; elle dispose d'une entrée et de deux fenêtres donnant sur la rue et d'un porche avec des colonnes sur la façade sur cour.
Elle doit son importance au fait que le poète, écrivain et peintre Đura Jakšić (1832–1878) y a vu le jour. En tant que peintre, Jakšić a été influencé par Konstantin Danil ; auteur de compositions historiques et de portraits, il s'inscrit dans le courant romantique. Son œuvre littéraire s'inscrit dans le même courant romantique ; dans ses nouvelles, ses poèmes et ses drames historiques, il évoque l'amour et exalte la patrie et le peuple serbe sur un mode lyrique.
La maison abrite aujourd'hui un musée commémoratif qui lui est consacré ; on y trouve notamment des reproductions de ses œuvres les plus célèbres.